# Romagnieu
Romagnieu est une commune française située dans le département de l'Isère, en région Auvergne-Rhône-Alpes.
Située dès la fin du XIVe siècle dans la province royale du Dauphiné, la commune de Romagnieu est adhérente à la communauté de communes Les Vals du Dauphiné depuis le 1er janvier 2017.

## Géographie

### Situation et description
Cette commune qui s'étend sur une assez grande superficie est proche de l'agglomération formée par les communes du Pont-de-Beauvoisin en Isère et de Le Pont-de-Beauvoisin en Savoie, limitrophes et séparées, par le cours du Guiers, lequel passe également sur le territoire de la commune.
Romagnieu se situe à environ 25 minutes de Bourgoin-Jallieu et Chambéry, ainsi qu'à une heure des agglomérations Grenobloise et Lyonnaise par la route.

### Climat
Pour des articles plus généraux, voir Climat d'Auvergne-Rhône-Alpes et Climat de l'Isère.
En 2010, le climat de la commune est de type climat des marges montargnardes, selon une étude du Centre national de la recherche scientifique s'appuyant sur une série de données couvrant la période 1971-2000. En 2020, Météo-France publie une typologie des climats de la France métropolitaine dans laquelle la commune est exposée à un climat de montagne ou de marges de montagne et est dans la région climatique Alpes du nord, caractérisée par une pluviométrie annuelle de 1 200 à 1 500 mm, irrégulièrement répartie en été.
Pour la période 1971-2000, la température annuelle moyenne est de 11,3 °C, avec une amplitude thermique annuelle de 18,8 °C. Le cumul annuel moyen de précipitations est de 1 186 mm, avec 10,4 jours de précipitations en janvier et 7,4 jours en juillet. Pour la période 1991-2020, la température moyenne annuelle observée sur la station météorologique de Météo-France la plus proche, « Pont-de-Beauvoisin », sur la commune du Pont-de-Beauvoisin à 5 km à vol d'oiseau, est de 11,8 °C et le cumul annuel moyen de précipitations est de 1 166,3 mm,. Pour l'avenir, les paramètres climatiques de la commune estimés pour 2050 selon différents scénarios d'émission de gaz à effet de serre sont consultables sur un site dédié publié par Météo-France en novembre 2022.

### Hydrographie
Le Rhône, un des principaux fleuves européens, borde la partie orientale du territoire communal.
Son affluent le Guiers, d'une longueur de 50 kilomètres, borde le territoire communal dans sa partie orientale, avant de rejoindre le Rhône sur le territoire de la commune voisine d'Aoste, situé plus au nord.

### Voies de communication
Le territoire communal est traversé par l'autoroute A43.
Une ancienne ligne de chemin de fer, la ligne de Pressins à Virieu-le-Grand a desservi la ville de 1880 à 1939.

## Urbanisme

### Typologie
Au 1er janvier 2024, Romagnieu est catégorisée commune rurale à habitat dispersé, selon la nouvelle grille communale de densité à sept niveaux définie par l'Insee en 2022.
Elle appartient à l'unité urbaine du Pont-de-Beauvoisin, une agglomération inter-départementale regroupant treize  communes, dont elle est une commune de la banlieue,,. Par ailleurs la commune fait partie de l'aire d'attraction du Pont-de-Beauvoisin, dont elle est une commune de la couronne,. Cette aire, qui regroupe 4 communes, est catégorisée dans les aires de moins de 50 000 habitants,.

### Occupation des sols
L'occupation des sols de la commune, telle qu'elle ressort de la base de données européenne d’occupation biophysique des sols Corine Land Cover (CLC), est marquée par l'importance des territoires agricoles (81,4 % en 2018), une proportion sensiblement équivalente à celle de 1990 (81,6 %). La répartition détaillée en 2018 est la suivante : 
zones agricoles hétérogènes (74,4 %), forêts (13,1 %), terres arables (6,7 %), zones urbanisées (3,5 %), eaux continentales (2,1 %), prairies (0,2 %). L'évolution de l’occupation des sols de la commune et de ses infrastructures peut être observée sur les différentes représentations cartographiques du territoire : la carte de Cassini (XVIIIe siècle), la carte d'état-major (1820-1866) et les cartes ou photos aériennes de l'IGN pour la période actuelle (1950 à aujourd'hui).

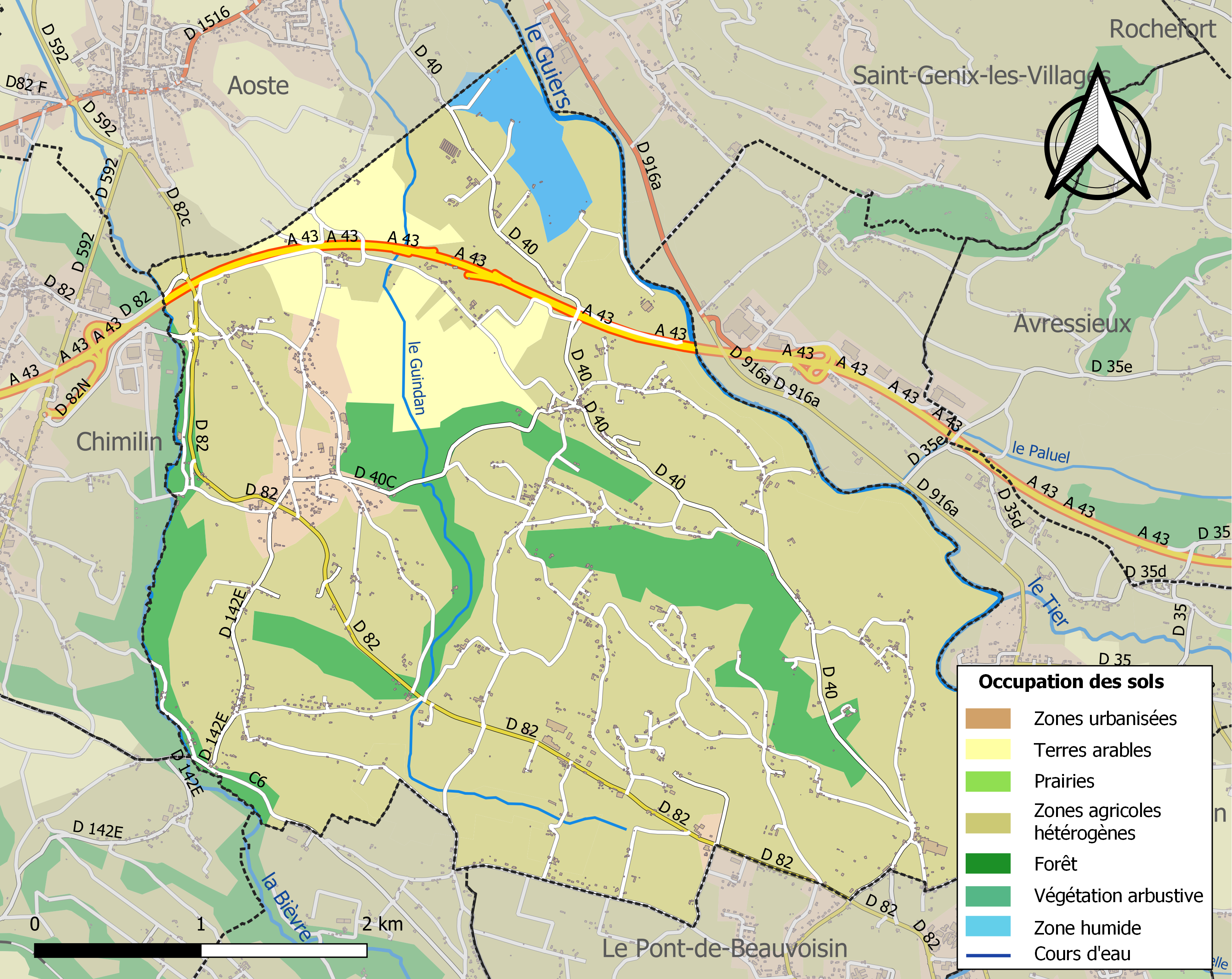
Carte des infrastructures et de l'occupation des sols de la commune en 2018 (CLC).

### Risques naturels et technologiques

#### Risques sismiques
L'ensemble du territoire de la commune de Romagnieu est situé en zone de sismicité no 3 (sur une échelle de 1 à 5), comme la plupart des communes de son secteur géographique.
| Type de zone | Niveau            | Définitions (bâtiment à risque normal) |
| ------------ | ----------------- | -------------------------------------- |
| Zone 3       | Sismicité modérée | accélération = 1,1 m/s2                |

## Histoire

### Préhistoire et Antiquité
Les vestiges historiques trouvés à Romagnieu remontent à l'Empire romain et sont aujourd'hui abrités au musée gallo-romain d'Aoste (Isère). Avec l'effondrement de cet empire, de nombreux royaumes seront maîtres de cette commune. Romagnieu fera ainsi partie du royaume des Burgondes, des Francs, du royaume de Provence, de Bourgogne avant de devenir vassale de l'empire Germanique.

### Moyen Âge
Le territoire de cette paroisse restera savoyard jusqu'en 1377. La terre noble de Romagnieu appartiendra ensuite à la famille de Rivoire. Imbault de Rivoire, alors seigneur de Romagnieu combattra notamment aux côtés du Pierre Terrail de Bayard dit chevalier Bayard, lors de la défense du pont du Garigliano.

## Politique et administration

### Liste des maires
| Période                                  | Période  | Identité      | Étiquette | Qualité                             |
| ---------------------------------------- | -------- | ------------- | --------- | ----------------------------------- |
| 2001                                     | 2017     | Denis Guillet | UDI       | employé                             |
| 24 mai 2017                              | En cours | Céline Revol  | UDI       | Agriculteur propriétaire exploitant |
| Les données manquantes sont à compléter. |          |               |           |                                     |

## Population et société

### Démographie
L'évolution du nombre d'habitants est connue à travers les recensements de la population effectués dans la commune depuis 1793. Pour les communes de moins de 10 000 habitants, une enquête de recensement portant sur toute la population est réalisée tous les cinq ans, les populations de référence des années intermédiaires étant quant à elles estimées par interpolation ou extrapolation. Pour la commune, le premier recensement exhaustif entrant dans le cadre du nouveau dispositif a été réalisé en 2006.

En 2022, la commune comptait 1 732 habitants, en évolution de +10,25 % par rapport à 2016 (Isère : +3,07 %, France hors Mayotte : +2,11 %).
| 1793  | 1800  | 1806  | 1821  | 1831  | 1836  | 1841  | 1846  | 1851  |
| ----- | ----- | ----- | ----- | ----- | ----- | ----- | ----- | ----- |
| 1 125 | 1 375 | 1 514 | 1 762 | 1 990 | 2 013 | 1 931 | 1 990 | 2 025 |

| 1856  | 1861  | 1866  | 1872  | 1876  | 1881  | 1886  | 1891  | 1896  |
| ----- | ----- | ----- | ----- | ----- | ----- | ----- | ----- | ----- |
| 1 889 | 1 892 | 1 853 | 1 860 | 1 843 | 1 772 | 1 762 | 1 638 | 1 601 |

| 1901  | 1906  | 1911  | 1921  | 1926  | 1931  | 1936  | 1946  | 1954  |
| ----- | ----- | ----- | ----- | ----- | ----- | ----- | ----- | ----- |
| 1 590 | 1 525 | 1 509 | 1 255 | 1 242 | 1 127 | 1 074 | 1 016 | 1 040 |

| 1962 | 1968 | 1975 | 1982 | 1990  | 1999  | 2006  | 2011  | 2016  |
| ---- | ---- | ---- | ---- | ----- | ----- | ----- | ----- | ----- |
| 949  | 931  | 870  | 993  | 1 122 | 1 235 | 1 374 | 1 465 | 1 571 |

| 2021  | 2022  | - | - | - | - | - | - | - |
| ----- | ----- | - | - | - | - | - | - | - |
| 1 684 | 1 732 | - | - | - | - | - | - | - |

Les habitants sont dénommés les Romagniolands.

### Enseignement
La commune est rattachée à l'académie de Grenoble.

### Médias
Historiquement, le quotidien à grand tirage Le Dauphiné libéré consacre, chaque jour, y compris le dimanche, dans son édition du Nord-Isère, un ou plusieurs articles à l'actualité à la communauté de communes et du canton, ainsi que des informations sur les éventuelles manifestations locales, les travaux routiers, et autres événements divers à caractère local.
La commune est située sur l'aire de diffusion de radio Ici Isère, une radio publique qui émet sur tout le territoire du département de l'Isère.

### Cultes
La communauté catholique et l'église de Romagnieu (propriété de la commune) dépendent de la paroisse Saint-Jacques de la Marche qui comprend vingt autres églises du secteur. Cette paroisse est rattachée au diocèse de Grenoble-Vienne.

## Culture et patrimoine

### Lieux et monuments

#### Monuments
- Chapelle romane d'Avaux du XIIe siècle.
- Église de l'Immaculée-Conception de Romagnieu.
- Traces de l'ancien pont gallo-romain sur le Guiers.
- Vestiges d'un vieux château dont on peut apercevoir la tour depuis l'autoroute A43 traversant la commune.

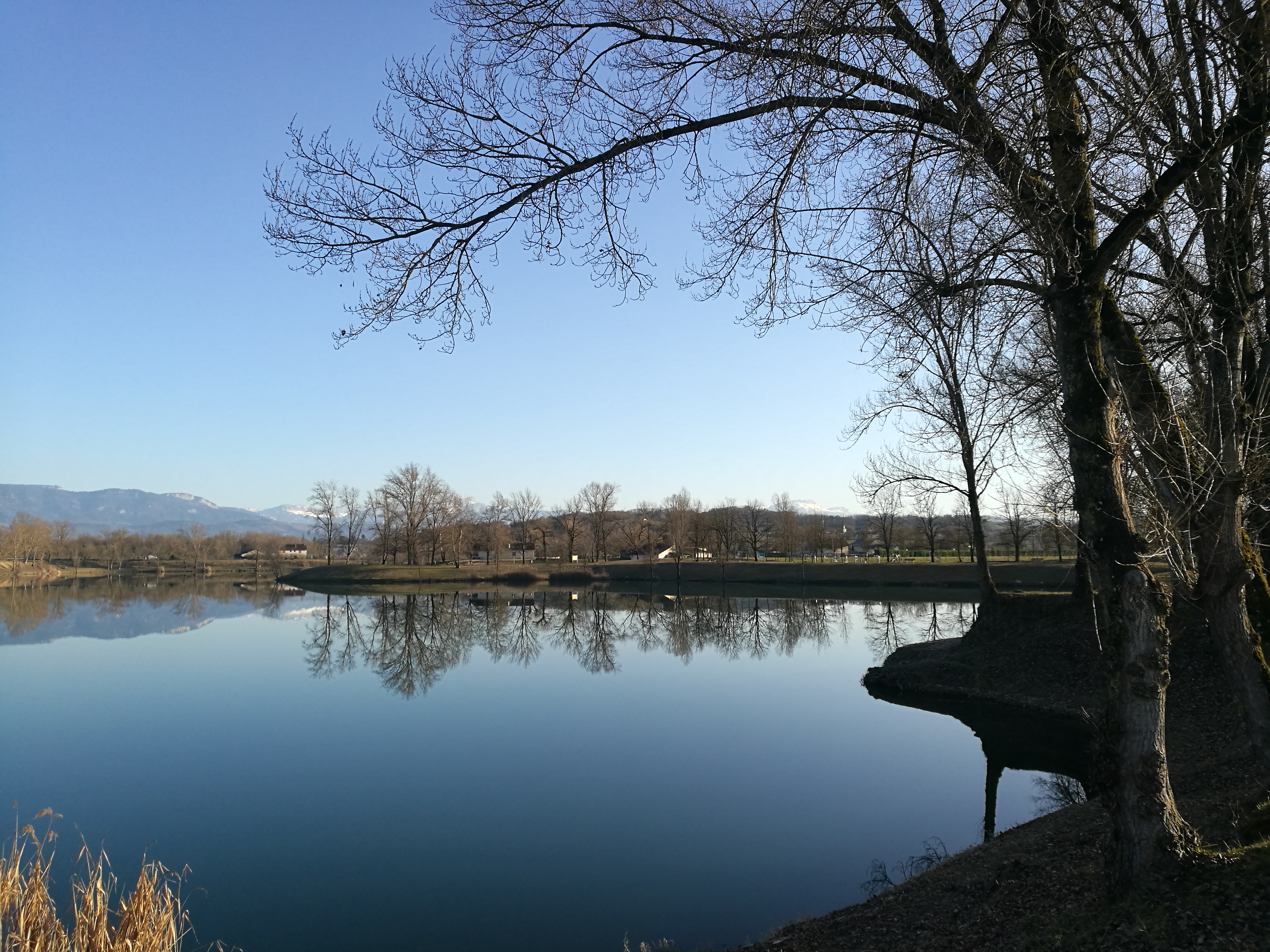
Vue du lac de Romagnieu en hiver.

#### Sites naturels et touristiques
- Plan d'eau dit « lac de Romagnieu », historiquement né du creusement excessif des gravières destinées aux chantiers de l'autoroute, lieu de détente aménagé accessible aux touristes de passage et aux habitants de la région.
- Étang des nénuphars, où l'on peut observer la faune et flore présente.
- Chemin de Saint-Jacques de Compostelle, qui traverse le village, en passant par les vestiges du vieux château, le Boutet et le Bois du Fayet[23].